# 岡田裕也
岡田 裕也（おかだ ゆうや、1990年2月13日 - ）は、日本のプロレスのレフェリー、リングアナウンサー、バーテンダー、リング屋、俳優、菓子パン。

## 歴史
- 2010年、草プロレス「nkw」でレフェリーデビュー。当時のリングネームは「黒龍」。
- 2015年1月19日、市ヶ谷南海記念診療所で行われたガンバレ☆プロレス大賞授賞式興行において皆勤賞を授与される。
- 2016年8月27日、nkwを卒業。
- 2016年12月31日、実家の餅つき大会に参加しなかった為、姉に激怒される。
- 2017年1月6日、プロレスリングBASARAに入団。

## エピソード
- 好物はミニスナックゴールド、チョコチップスナック
- レフェリーのオファーを断ってまで合宿での運転免許取得に挑んだが、仮免試験と本免試験共に不合格、再試験となり通いでの取得期間とほぼ変わらない結果となった。
- 色白である
- 撮り鉄
- 大食いの細身
- ハイエースの運転が上手い
- 北海道巡業中ETCが反応せずバーに突っ込む(2度)
- 夜な夜な公園でやけ酒
- マッサージ好き
- 乗り鉄
- かなりの天然である
- 高校時代は文芸部に所属していたため、俳句が得意
- とても小さい缶コーヒーを好んで飲む
- 得意料理はポトフ
- 好きな街は池袋、すすきの、大久保
- Yahoo知恵袋を全面的に信用し、多用している